# Диметилртуть
Диметилртуть — ртутьорганическое соединение с химической формулой Hg(CH3)2. Эта бесцветная чрезвычайно токсичная жидкость является одним из сильнейших нейротоксинов. Имеет слабый сладковатый запах, устойчива при хранении. В отличие от неорганических соединений ртути, из которых легко вытеснить металл, ртуть из диметилртути восстанавливается только при действии сильных восстановителей (особенно металлов: натрия, магния и др.)

## Синтез, структура и реакции
Благодаря своей относительной стабильности диметилртуть оказалась одним из первых открытых металлоорганических соединений. Она была получена обработкой амальгамы натрия галогенидами метила:
{\displaystyle {\mathsf {Hg+2Na+2CH_{3}I\rightarrow Hg(CH_{3})_{2}+2NaI}}}
Также возможно получение алкилированием сулемы метиллитием. Образующаяся молекула приобретает линейную структуру со связями Hg–C длиной 2.083 Å.

### Реакции
Наиболее впечатляющей особенностью соединения является отсутствие реакционности с водой, в отличие от аналогичных кадмийорганических и цинкорганических соединений, которые быстро гидролизуются. Эта разница определяется низким сродством Hg(II) к лигандам кислорода. Соединение реагирует с хлоридом ртути(II), образуя смешанное металлоорганическое соединение:
{\displaystyle {\mathsf {Hg(CH_{3})_{2}+HgCl_{2}\rightarrow 2CH_{3}HgCl}}}
В то время как диметилртуть — летучая жидкость, метилртутьхлорид — кристаллическое вещество.

## Применение
Из-за рискованности работы с соединением диметилртуть практически не имеет применений. В токсикологии она используется как эталонный токсин. Также она применяется при калибровке ЯМР спектрографов для детектирования ртути, хотя для этой цели обычно предпочитают гораздо менее токсичные соли ртути.

## Безопасность
Диметилртуть смертельно ядовита, опасна для жизни. Продемонстрирована смертельность дозы всего в 0,05—0,1 мл. Риск ещё более увеличивается в силу высокого давления паров этой жидкости.
Диметилртуть быстро (за секунды) проникает через латекс, ПВХ, полиизобутилен и неопрен, и впитывается в кожу. Таким образом, большинство стандартных лабораторных перчаток не являются надёжной защитой, и единственным способом безопасно обращаться с диметилртутью является использование высокозащищённых ламинированных перчаток под вторыми, доходящими до локтя неопреновыми или иными толстыми защитными перчатками. Отмечается также необходимость ношения длинного лицевого щитка и работы под вытяжным колпаком.
Токсичность диметилртути была ещё раз подчёркнута смертью[стиль] химика-неорганика Карен Веттерхан, последовавшей через несколько месяцев после того, как она пролила одну или две капли соединения себе на руку, одетую в перчатку из латекса.
Диметилртуть легко преодолевает гематоэнцефалический барьер, вероятно, благодаря образованию комплексного соединения с цистеином. Она очень медленно выводится из организма, и, таким образом, имеет тенденцию к биоаккумуляции. Симптомы отравления могут проявляться месяцы спустя, зачастую чересчур поздно для эффективного лечения.